# جوی استفانو
جوی استفانو (انگلیسی: Joey Stefano؛ زاده ۱ ژانویهٔ ۱۹۶۸ درگذشته ۲۶ نوامبر ۱۹۹۴) یک بازیگر پورنوگرافی اهل ایالات متحده آمریکا بود.